# Theodor Engelbrecht
Theodor Elias August Benjamin Engelbrecht (4 de febrero de 1756 – 22 de abril de 1839) fue un médico alemán que ejerció en Braunschweig, profesor universitario de fisiología y uno de los pomólogos alemanes más importantes del siglo XIX.

## Biografía
Engelbrecht procede de la extensamente ramificada familia Engelbrecht. Sus padres fueron el alguacil de Brunswick Otto Engelbrecht (1778-1822) y Johanne Friederike Conradine Scherenberg (1781-1815).
Después de asistir a la escuela en Wolfenbüttel, Engelbrecht estudió medicina en la Universidad de Göttingen. Recibió su doctorado de la Universidad de Marburg en 1836 y luego aprobó el examen estatal en Braunschweig. Tras un extenso viaje educativo por Italia, Francia y Holanda, se instaló como médico en Braunschweig, donde fue nombrado profesor de fisiología en el Instituto Anatómico-Quirúrgico en 1844. 
En 1861 fue nombrado Consejero Médico por el Colegio Médico Ducal, y en 1864 se convirtió en Consejero Médico. De 1877 a 1884 Engelbrecht fue director del Hospital Ducal.
Además de la medicina, se interesó por las variedades de frutas y la fruticultura. Además de sus estudios pomológicos, hubo una intensa actividad editorial en este campo, lo que le convirtió en uno de los expertos más respetados. Sugirió la fundación del Instituto Estatal Pomológico (1862) en Braunschweig y de 1870 a 1878 fue el editor de las "Notificaciones" de la estación de fruticultura de la Asociación Central Agrícola del Ducado de Braunschweig. 
Engelbrecht fue miembro fundador de la junta directiva de la « Deutschen Pomologen-Vereins » ("Asociación Alemana de Pomología").
Engelbrecht se casó con Emma Elisabeth Meyer (1819–1876), con quien tuvo tres hijos en Braunschweig.
- Agnes Engelbrecht (1849–186x), ⚭ August Winter (* 1839), teniente coronel y comandante de distrito en Schwerin
- Dr médico Hermann Engelbrecht (* 1852), médico de la corte y asesor médico, ⚭ Emilie Peters (1857–1906)
- Dr médico Bruno Engelbrecht (1861-1900)

## Obras
- Dissertatio de typho abdominali, disertación en la Universidad de Marburg, 1836
- Beleuchtung der Frage: Sollen Staats-Irren-Anstalten in die Nähe der Hauptstädte verlegt werden, oder nicht? (Esclarecimiento de la pregunta: ¿Deberían trasladarse los manicomios estatales cerca de las capitales, o no? ), Verlag Vieweg, 1861
- Auswahl der hier zu Lande zu pflanzenden Obstbäume-Selección de árboles frutales para plantar aquí en tierra. Hoja adicional del diario de Hannoversche Pomologische Verein, publicado por Carl Witt, Salzgitter 1866
- Deutschlands Apfelsorten-Variedades de manzanas de Alemania: presentación ilustrada y sistemática de las variedades de manzanas cultivadas en el área de la Asociación Alemana de Pomólogos. Braunschweig 1889. Con descripciones de 688 variedades de manzanas .
- Anleitung zur Untersuchung der geschlachteten Schweine auf Trichinen-Instrucciones para examinar los cerdos sacrificados en busca de triquinas , Meyer, 1878